# Conchagüita

Conchagüita je vulkanski otok u zaljevu Fonseca, istočni Salvador.
U listopadu 1892. potres je izazvao veliko klizište na vulkanu, a za nastali oblak prašine prvo se mislilo da je novi vulkanski pepeo. No, istraživanje  Instituta Smithsonian je pokazalo da se 1892. ipak nije dogodila vulkanska erupcija.